# Голинська Ольга Арсеніївна
Ольга Арсеніївна Голинська (* 17 вересня 1958, м. Київ) — український музикознавець, редактор, музичний та громадський діяч. Член Національної спілки композиторів України (з 2000 року) і Національної спілки театральних діячів України (з 2014 року).

## Біографія
У 1979 році закінчила теоретичне відділення Київського державного музичного училища імені Рейнгольда Глієра, у 1984 році — історико-теоретичний факультет Київської державної консерваторії імені Петра Чайковського (клас кандидата мистецтвознавства, в.о. професора Леніни Єфремової). Паралельно з навчанням в училищі та консерваторії (1978—1984 роки) викладала музично-теоретичні дисципліни в київській дитячій музичній школі № 3 імені Віктора Косенка.
Після закінчення консерваторії з 1984 року працювала у Республіканському державному спеціалізованому видавництві «Музична Україна». З того часу її життя тісно пов'язане з музично-видавничою справою. Працювала редактором, старшим редактором, завідувачкою навчально-педагогічної редакції, провідним музичним редактором.
Упродовж 1999—2005 років — директор Центру музичної інформації НСКУ. Очолювала роботу з організації творчих заходів спілки — проведення фестивалів, конкурсів, у тому числі й міжнародних («Київ Музик Фест», «Музичні прем'єри сезону», «Форум музики молодих» та інших), авторських концертів, науково-практичних конференцій тощо, а також здійснення нотних, наукових і музично-інформаційних публікацій, присвячених історії й розвитку української музичної культури.
З 2006 року — заступник головного редактора наукового часопису «Пам'ятки України: історія та культура».
2010—2015 — головний редактор журналу «Музика». З 2016 — головний редактор Української Музичної Газети.

## Творчість
Є редактором понад 200 монографій, підручників, збірників статей, нотних і книжкових видань різних жанрів.

## Громадська діяльність
У 2005 році делегатами ХІІ з'їзду обрана членом правління НСКУ, залишається ним і дотепер, також член правління Київської організації НСКУ.